# Francesco Berni

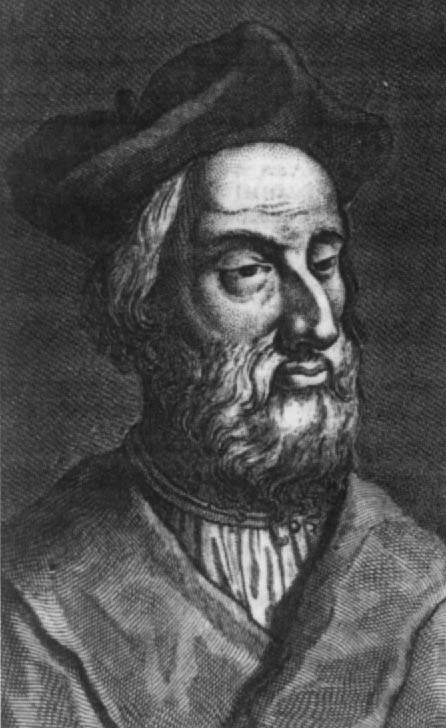

Francesco Berni, född omkring 1497 och död 26 maj 1536, var en italiensk poet.
Berni är känd för sin omarbetning av Matteo Maria Boiardos epos, Orlando innamorato, vars språk, stil och versbyggnad han förbättrade. Mest berömd är Berni för sina sonetter, där han blandar en burlesk och allvarlig stil.